# Sidiciner
Sidicinerna var ett litet italiskt oskiskt fornfolk. Deras rike låg mellan floderna Liri och Volturno, det vill säga mellan samniterna och Lazio, längs via Latina. Deras huvudstad var Teanum Sidicinum, dagens Teano. Deras trängda position ledde till att de kom att bli den utlösande faktorn till det första samnitiska kriget. Sidicinerna var inblandade även i det andra samnitiska kriget. Efter att ha blivit besegrade i det andra samnitiska kriget romaniserades sidicinerna.